# Natillas piuranas
Las natillas piuranas son un dulce tradicional de los departamentos de Piura y Lambayeque en Perú.

## Historia
Las natillas llegaron y se difundieron en Perú durante el Virreinato. Según Juan José Vega, es un postre con influencias moriscas. El postre fue evolucionando hasta adoptar, en el siglo XIX, la receta actual.

## Descripción
Se elaboraba tradicionalmente con leche de cabra y chancaca, obteniéndose un toffee de consistencia terrosa. Se comercializa industrialmente presentándose en una lata redonda y aplanada o en cajitas de madera. Actualmente estos ingredientes se han remplazado por leche de vaca y azúcar. Se consume de forma directa, con una cuchara, o también sirve de relleno de otros postres como los alfajores.